# М'ясний хліб

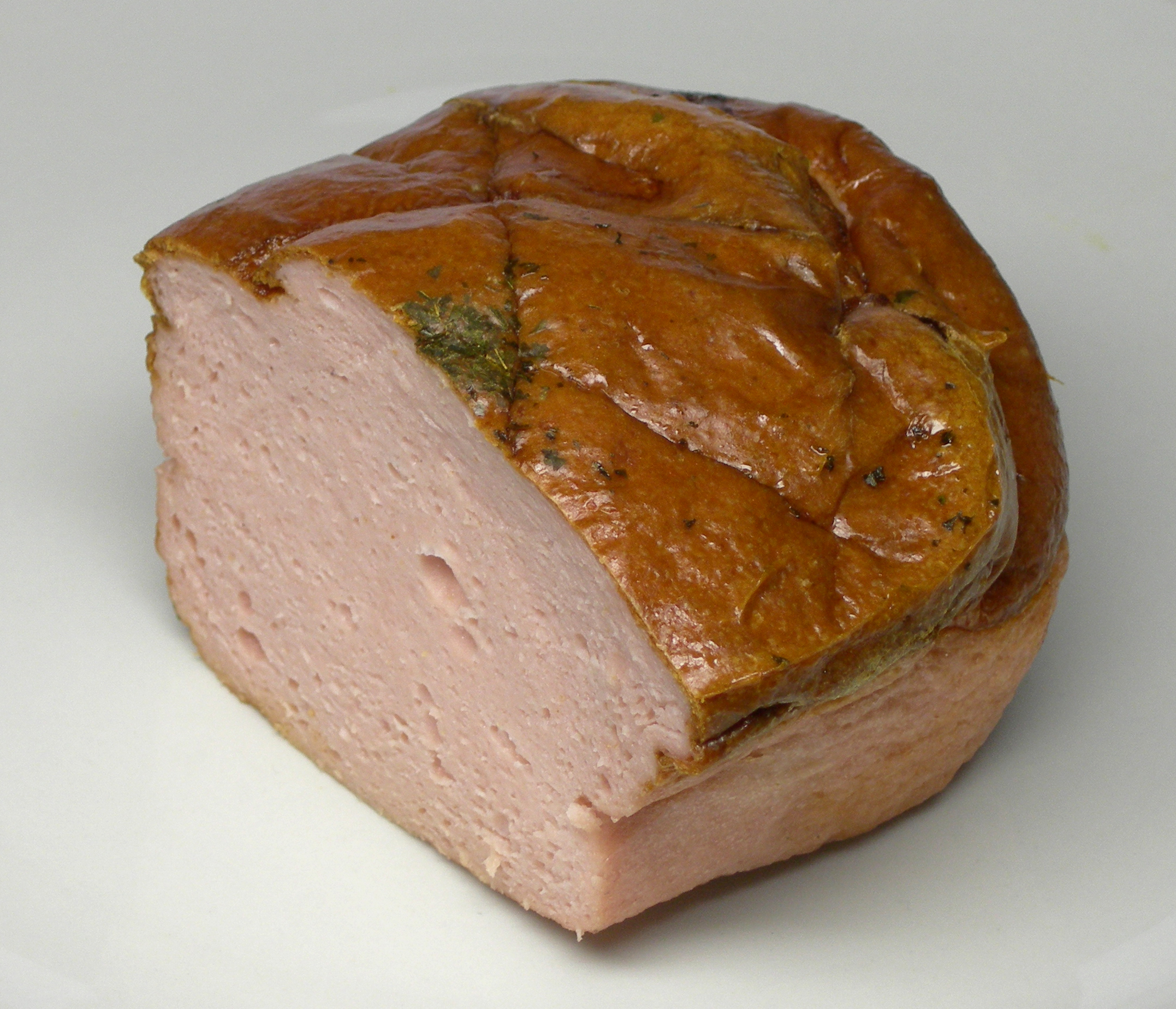
Німецький м'ясний хліб леберкезе

М'ясний хліб, інколи ковбасний хліб — вид ковбасних виробів, запечених без оболонки в формі чотиригранних батонів масою 0,5–2,5 кг. М'ясний хліб з вигляду нагадує формовий житній хліб, має обсмажену верхню поверхню зі скоринкою, що захищає фарш від зовнішнього впливу, і гладкі бічні та нижню поверхню. На розрізі м'ясний хліб має рожевий колір. За смаком м'ясний хліб схожий на варену ковбасу, має пружну консистенцію, але меншої вологості, зі своєрідним присмаком від випікання та без типового аромату копчення.
В СРСР м'ясні хліби готували з яловичого або свинячого фаршу для варених ковбас зі шпиком, а також дефібринованої крові, варених язиків, сиру з додаванням яєць, пшеничного борошна, коньяку, мадери та різних спецій. М'ясні хліби випускали вищого, 1-го і 2-го ґатунків.
В німецькій, австрійській та швейцарській кухні м'ясний хліб відомий під назвою «леберкезе» (нім. Leberkäse — букв. «печінковий сир»). За легендою ковбаса леберкезе з'явилася в кінці XVIII століття в Баварському курфюрстві. Має характерну прямокутну форму хлібної буханки та запікається в формах для паштета. Спочатку в яловичий або свинячий фарш для леберкезе додавали лівер, в сучасних рецептах він практично відсутній, тому точніше таку ковбасу називати по-німецьки «флайшкезе» (нім. Fleischkäse — «м'ясний сир»). Згадка сиру в назві пов'язано виключно з формою ковбасного виробу. Леберкезе може сервірувати з гарніром як основна страва. Бутерброд з леберкезе — популярна вулична їжа в Німеччині та Австрії.